# 克雷波勒
克雷波勒（法語：Crépol，法語發音：[kʁepɔl]）是法国德龙省的一个市镇，属于瓦朗斯区。

## 地理
克雷波勒（45°10'28"N, 5°4'14"E）面积11.42 平方千米，位于法国奥弗涅-罗讷-阿尔卑斯大区德龙省，该省份为法国东南部内陆省份，北起顺时针与伊泽尔省、上阿尔卑斯省、上普罗旺斯阿尔卑斯省、沃克吕兹省和阿尔代什省接壤。
与克雷波勒接壤的市镇（或旧市镇、城区）包括：阿尔泰莫奈、勒沙隆、埃尔巴斯河畔沙尔姆、马尔热斯、蒙舍尼、圣克里斯托夫和勒拉里斯、圣洛朗多奈、瓦莱尔巴斯。

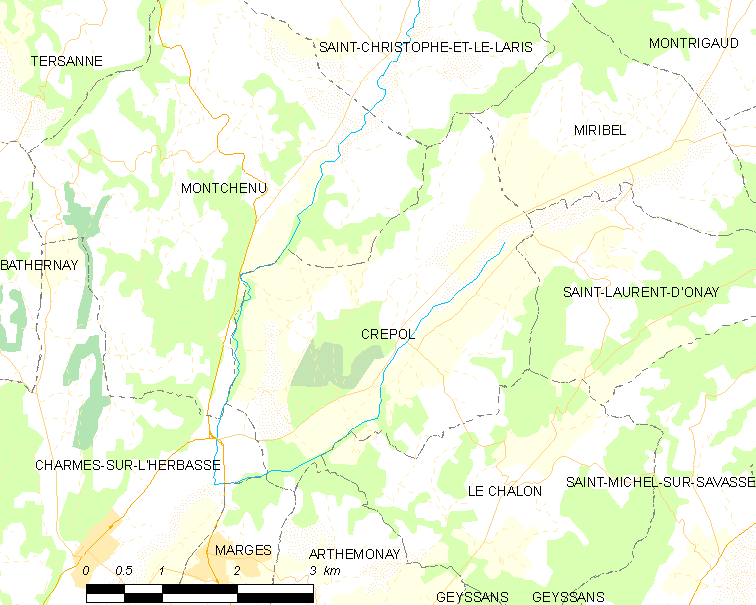
克雷波勒的OSM定位图

克雷波勒的时区为UTC+01:00、UTC+02:00（夏令时）。

## 行政
克雷波勒的邮政编码为26350，INSEE市镇编码为26107。

## 政治
克雷波勒所属的省级选区为丘陵德龙县。

## 人口

1962-2008年间克雷波勒人口变化图示

克雷波勒于2022年1月1日时的人口数量为527人。